# علي بن المؤيد
الهادي علي بن المؤيد (ولد في 1345 أو 1346 - توفي في 6 سبتمبر 1432) مدعي إمامة الدولة الزيدية في اليمن وتنافس مع إمام آخر من 1393 إلى 1432.
كان الهادي علي بن المؤيد سليل الجيل الخامس من الإمام الهادي يحيى. بعد وفاة الإمام الناصر محمد صلاح الدين في 1391 نشب صراعا بين ابنه المنصور علي بن صلاح الدين والمنافس الآخر المهدي أحمد بن يحيى المرتضى. سجن المنصور خصمه عام 1392 ولكن تحداه بعد ذلك علي بن المؤيد الذي اتخذ له لقب الهادي. أثناء إمامته الطويلة التي دامت قرابة الأربعين سنة فقد استأثر المنصور علي بالشهرة كونه مجددا والمحب لإعادة الحرب والذي توفي في 1436 فقط. ومع ذلك الهادي علي كان له مريدين ويعتبرونه المجدد وذلك وفقا للحديث النبوي الذي ينص على ظهور مجدد للإسلام كل قرن. توفي في 1432 وترك عشرة أبناء منهم الحسن (1401-1486) الذي أصبح عالما بارزا. عقدت الإمامة لابن الحسن الهادي عز الدين بن الحسن في 1475.